# Черемнов, Яков Дмитриевич
Яков Дмитриевич Черемнов (02.08.1919, Тюменская область — 21.10.1943, Черниговская область) — стрелок 479-го стрелкового полка 149-й стрелковой дивизии 65-й армии Центрального фронта, красноармеец. Герой Советского Союза.

## Биография
Родился 2 августа 1919 года в селе Гагарье ныне Казанского района Тюменской области. Окончил пять классов. Работал в колхозе.
В 1940 году призван в ряды Красной Армии. В боях Великой Отечественной войны с августа 1941 года. Воевал на Западном и Центральном фронтах.
16 октября 1943 года стрелок 479-го стрелкового полка красноармеец Я. Д. Черемнов в числе первых переправился через Днепр у деревни Щитцы Лоевского района Гомельской области, участвовал в отражении нескольких контратак противника. В этом бою был тяжело ранен.
21 октября 1943 года красноармеец Яков Дмитриевич Черемнов скончался от полученных ранений. Похоронен в селе Лопатни Репкинского района Черниговской области.
Указом Президиума Верховного Совета СССР от 30 октября 1943 года за мужество и героизм, проявленные при форсировании Днепра и удержании плацдарма на его правом берегу, красноармейцу Якову Дмитриевичу Черемнову посмертно присвоено звание Героя Советского Союза.
Именем Героя был назван колхоз на родине.